# José Manuel de la Torre
José Manuel de la Torre Menchaca (* 13. November 1965 in Guadalajara, Jalisco), auch bekannt unter dem Spitznamen el Chepo, ist ein mexikanischer Fußballtrainer und ehemaliger -spieler, der meistens im Mittelfeld zum Einsatz kam. Vom 19. Oktober 2010 bis zum 7. September 2013 trainierte er die mexikanische Nationalmannschaft.

## Biografie

### Spieler
De la Torre stammt aus dem Nachwuchs des CD Guadalajara, in dessen Reihen er 1984 seine Profikarriere begann und für den er auch die meisten Ligaspiele (insgesamt 171) absolvierte. Seinen größten Erfolg mit seinem Heimatverein feierte er als Spieler in der Saison 1986/87, an deren Ende der Club Guadalajara seine erste Meisterschaft nach 17 mageren Jahren feierte. Zwei weitere Meistertitel folgten 1990 mit Puebla und im Winter 1998 mit Necaxa. Das Besondere an seinem dritten Erfolg war, dass die Finalspiele gegen seinen Ex-Verein Guadalajara gewonnen wurden.
Zwischen 1987 und 1992 bestritt „El Chepo“ insgesamt 28 Länderspiele und erzielte dabei 6 Tore. Eine WM-Teilnahme blieb ihm versagt; unter anderem auch deshalb, weil Mexiko wegen eines Verstoßes gegen FIFA-Regularien von der Teilnahme an der WM 1990 ausgeschlossen worden war.

### Trainer
Sein Ausbildungsverein Chivas Guadalajara war auch seine erste Station als Trainer. In der Clausura 2006 ersetzte er am 18. März 2006 mit einem 1:0-Auftaktsieg gegen Cruz Azul den bisherigen Trainer Hans Westerhof und führte die Mannschaft auf Anhieb bis ins Halbfinale der Liguilla, wo sie gegen den späteren Meister Pachuca unterlag. In der darauffolgenden Apertura 2006 wusste seine Mannschaft erneut zu überzeugen und gewann am Ende ihren ersten Meistertitel seit zehn Jahren. Es war ihr insgesamt elfter Titel, so dass sie durch diesen Titelgewinn zunächst wieder alleiniger Rekordmeister der Primera División vor dem Erzrivalen América (mit damals 10 Titeln) war.
Nach seiner Entlassung bei Chivas am 27. September 2007 übernahm er vor der Saison 2008/09 mit dem Deportivo Toluca FC ausgerechnet jene Mannschaft, gegen die sich der Club Guadalajara in den Finalspielen der Apertura 2006 durchgesetzt hatte. Gleich in seiner ersten Spielzeit (Apertura 2008) führte er den Verein aus der Hauptstadt des Bundesstaates México umgehend zu seiner insgesamt schon neunten Meisterschaft.
Am 19. Oktober 2010 wurde de la Torre als neuer Trainer der Nationalmannschaft Mexikos vorgestellt – als Nachfolger des im Juni desselben Jahres zurückgetretenen Javier Aguirre. Zwischenzeitlich hatten Enrique Meza und Efraín Flores die Mannschaft als Interimstrainer betreut. Knapp drei Jahre übte de la Torre dieses Amt aus, ehe er am 7. September 2013 nach einer Heimniederlage im WM-Qualifikationsspiel gegen Honduras (1:2) entlassen wurde.

## Erfolge

### Als Spieler
- Mexikanischer Meister: 1987, 1990, Invierno 1998

### Als Trainer
- Mexikanischer Meister: Apertura 2006, Apertura 2008, Bicentenario 2010, Gold-Cup-Sieger 2011